# Matabelina abdominalis
Matabelina abdominalis är en kackerlacksart som först beskrevs av Robert Walter Campbell Shelford 1912.  Matabelina abdominalis ingår i släktet Matabelina och familjen småkackerlackor. Inga underarter finns listade i Catalogue of Life.